# Zuzu Angel (pel·lícula)
Zuzu Angel és una pel·lícula dramàtica i biogràfica brasilera de 2006 dirigida per Sérgio Rezende i protagonitzada per Patrícia Pillar, Daniel de Oliveira, Camilo Bevilacqua, Luana Piovani i Leandra Leal. La producció de cinema és de Joaquim Vaz de Carvalho, la producció executiva de Heloísa Rezende, la banda sonora de Cristóvão Bastos, la direcció de fotografia de Pedro Farkas, la direcció de producció de Laís Chamma i Mílton Pimenta, direcció d'art de Marcos Flaksman, vestuari de Kika Lopes i edició de Marcelo Moraes.
Zuzu Angel va ser una dissenyadora de moda brasilera, mare de l'activista polític Stuart Angel Jones i de la periodista Hildegard Angel. Zuzu va fer torturar i assassinar el seu fill per la Dictadura Militar Brasilera. Entre els anys 60 i 70, Stuart Jones, fill de Zuzu i aleshores estudiant d'economia, es va unir a les organitzacions clandestines que van lluitar contra la dictadura militar.

## Sinopsi
La dissenyadora Zuzu Angel, fins aleshores apolítica, veu com la el seu fill és assassinat durant la dictadura militar brasilera. A partir d'aquí, Zuzu entra en una guerra contra el règim per la recuperació del cos del seu fill, fins i tot implicant els Estats Units, país del seu ex-marit i pare de Stuart. La recerca d'explicacions de Zuzu, dels culpables i del cos del seu fill només va acabar amb la seva mort, que es va produir a primera hora del 14 d'abril de 1976, en un accident de trànsit a Estrada da Gávea.
Una setmana abans de l'accident, Zuzu havia deixat a casa de Chico Buarque de Hollanda un document que s'hauria de publicar si li passava alguna cosa, en el qual escrivia:. "Si surto morta, per accident o d'una altra manera, hauria estat obra dels assassins del meu estimat fill".

## Repartiment
- Patrícia Pillar.... Zuzu Angel
- Daniel de Oliveira.... Stuart Angel
- Luana Piovani.... Elke Maravilha
- Leandra Leal.... Sônia
- Alexandre Borges.... Fraga
- Ângela Vieira.... Lúcia
- Ângela Leal.... Elaine
- Flávio Bauraqui.... Mota
- Paulo Betti.... Carlos Lamarca
- Nélson Dantas.... sabater, pare de Lamarca
- Regiane Alves.... Hildegard Angel
- Fernanda de Freitas.... Ana Angel
- Caio Junqueira.... Alberto
- Aramis Trindade.... tinent
- Antônio Pitanga.... policial
- Elke Maravilha.... cantora de cabaret
- Ivan Cândido.... capellà
- Othon Bastos.... brigadier João Paulo Burnier
- Rhana Abreu.... hostessa
- Sérgio Abreu.... reporter
- Alexandre Ackerman.... agent aeroport
- Ricardo Alegre.... coveiro
- Camila Almeida.... client loja
- Ana Luisa Alves.... funcionària loja
- Marcos Bavuso.... soldat
- Camilo Bevilácqua.... policial agressiu
- Márcio Cândido.... almirall
- Marco Antônio Cicinello.... sergent
- Chico Expedito.... General Bosco
- Rodrigo Fagundes.... funcionari Sheraton
- Márcia Falabella.... empleada
- Marcelo Gaio.... capità
- Isio Ghelman.... Norman Angel
- Sarita Hauck.... revolucionària
- David Herman.... Ray Bunker
- Samir Huauji.... policial
- Ricardo Kosovski.... periodista
- Jaime Leibovitch.... Senador Church
- Matheus Malone.... amic 2
- Márcia Nunes.... moça no Copa
- Rafael Ponzi.... banquer
- Tião D'Ávila.... jutge militar
- Joana Seibel.... model
- João Vitor Silva.... Stuart Angel (nen)
- Tobias Volkmann.... agent Sheraton
- Otto Zarro.... amic 1
- Hudson Cumani... Persona al Tribunal

## Nominacions i premis
A nivell internacional només fou nominada a la Piràmide d'or del Festival Internacional de Cinema del Caire de 2006, i a nivell interior, al Grande Prêmio do Cinema Brasileiro del 2008 va guanyar el premi al millor vestuari i al Prêmio Contigo Cinema de 2007 el premi al millor actor secundari i al millor vestuari.